# Temporada 1952-53 de los Baltimore Bullets (original)
La temporada 1952-53 fue la sexta de los Baltimore Bullets en la NBA. La temporada regular acabó con 16 victorias y 54 derrotas, clasificándose para los playoffs, en los que cayeron en semifinales de división ante New York Knicks.

## Elecciones en elDraft
| Ronda | Puesto | Jugador        | Posición | Nacionalidad   | Universidad      |
| ----- | ------ | -------------- | -------- | -------------- | ---------------- |
| 1     | 2      | Jim Baechtold  | Escolta  | Estados Unidos | Eastern Kentucky |
| -     | -      | Blaine Denning | Base     | Estados Unidos | Lawrence Tech*   |
| -     | -      | Chuck Grigsby  | Base     | Estados Unidos | Dayton           |
| 3     | 20     | Bob Peterson   | Alero    | Estados Unidos | Oregon           |
| 7     | 62     | Bob Priddy     | Alero    | Estados Unidos | New Mexico State |
| -     | -      | Jim Walsh      | Alero    | Estados Unidos | Stanford         |

## Temporada regular
| División Central      | División Central | División Central | División Central | División Central | División Central | División Central | División Central | División Central |
| Equipo                | G                | P                | %                | PD               | Casa             | Fuera            | Neutral          | Div              |
| --------------------- | ---------------- | ---------------- | ---------------- | ---------------- | ---------------- | ---------------- | ---------------- | ---------------- |
| x-New York Knicks     | 47               | 23               | .671             | -                | 22-4             | 15-14            | 10-5             | 30-10            |
| x-Syracuse Nationals  | 47               | 24               | .662             | 0.5              | 32-2             | 10-20            | 5-2              | 26-15            |
| x-Boston Celtics      | 46               | 25               | .648             | 1.5              | 21-3             | 11-18            | 14-4             | 28-13            |
| x-Baltimore Bullets   | 16               | 54               | .229             | 31               | 11-20            | 1–19             | 4-15             | 10-30            |
| Philadelphia Warriors | 12               | 57               | .174             | 34.5             | 5-12             | 1–28             | 6-17             | 7-33             |

## Playoffs

### Semifinales de División
New York Knicks - Baltimore Bullets
| Fecha       | Partido                                  | Ciudad     |
| ----------- | ---------------------------------------- | ---------- |
| 17 de marzo | New York Knicks 80, Baltimore Bullets 62 | Nueva York |
| 20 de marzo | Baltimore Bullets 81, New York Knicks 90 | Baltimore  |
|             | New York gana las series 2-0             |            |

## Estadísticas
| Rk | Jugador          | Edad | P  | PT | MP   | TC  | TCI  | %TC  | 3P | 3PI | %3P | TL  | TLI | %TL   | RO | RD | RT   | AS  | RB | TAP | BP | FP  | PTS  |
| -- | ---------------- | ---- | -- | -- | ---- | --- | ---- | ---- | -- | --- | --- | --- | --- | ----- | -- | -- | ---- | --- | -- | --- | -- | --- | ---- |
| 1  | Fred Scolari     | 30   | 46 |    | 35.2 | 4.7 | 14.1 | .334 |    |     |     | 4.8 | 5.6 | .849  |    |    | 3.5  | 4.3 |    |     |    | 3.4 | 14.2 |
| 2  | Don Barksdale    | 29   | 65 |    | 35.4 | 4.9 | 12.8 | .387 |    |     |     | 4.0 | 6.2 | .641  |    |    | 9.2  | 2.6 |    |     |    | 4.2 | 13.8 |
| 3  | Eddie Miller     | 21   | 60 |    | 31.0 | 4.3 | 12.1 | .356 |    |     |     | 3.0 | 4.5 | .659  |    |    | 10.2 | 1.8 |    |     |    | 3.7 | 11.6 |
| 4  | Stan Miasek      | 28   | 25 |    | 33.4 | 3.9 | 9.7  | .405 |    |     |     | 3.5 | 5.0 | .690  |    |    | 8.0  | 2.9 |    |     |    | 4.2 | 11.3 |
| 5  | Jim Baechtold    | 25   | 64 |    | 29.6 | 3.8 | 9.7  | .390 |    |     |     | 2.8 | 3.8 | .738  |    |    | 3.4  | 2.4 |    |     |    | 3.2 | 10.3 |
| 6  | Ray Lumpp        | 29   | 49 |    | 27.0 | 3.7 | 9.7  | .378 |    |     |     | 2.9 | 4.0 | .727  |    |    | 2.4  | 3.1 |    |     |    | 3.3 | 10.2 |
| 7  | Paul Hoffman     | 30   | 69 |    | 28.3 | 3.5 | 9.5  | .366 |    |     |     | 3.2 | 5.0 | .655  |    |    | 4.6  | 3.4 |    |     |    | 4.1 | 10.2 |
| 8  | Don Henriksen    | 23   | 68 |    | 33.3 | 2.9 | 7.0  | .419 |    |     |     | 2.6 | 4.1 | .626  |    |    | 7.4  | 1.9 |    |     |    | 3.6 | 8.4  |
| 9  | George Kaftan    | 24   | 23 |    | 16.5 | 2.0 | 6.2  | .317 |    |     |     | 1.9 | 2.9 | .657  |    |    | 3.3  | 1.3 |    |     |    | 2.6 | 5.8  |
| 10 | Jack Kerris      | 28   | 17 |    | 26.0 | 2.0 | 4.5  | .442 |    |     |     | 1.6 | 2.4 | .659  |    |    | 5.2  | 2.8 |    |     |    | 2.8 | 5.6  |
| 11 | George Ratkovicz | 30   | 10 |    | 19.7 | 1.6 | 4.3  | .372 |    |     |     | 1.9 | 3.7 | .514  |    |    | 5.2  | 1.8 |    |     |    | 3.3 | 5.1  |
| 12 | Ralph O'Brien    | 24   | 14 |    | 13.0 | 1.9 | 5.1  | .375 |    |     |     | 1.3 | 1.6 | .818  |    |    | 1.4  | 1.2 |    |     |    | 2.1 | 5.1  |
| 13 | Blaine Denning   | 22   | 1  |    | 9.0  | 2.0 | 5.0  | .400 |    |     |     | 1.0 | 1.0 | 1.000 |    |    | 4.0  | 0.0 |    |     |    | 3.0 | 5.0  |
| 14 | Frank Kudelka    | 27   | 16 |    | 14.2 | 1.8 | 5.3  | .333 |    |     |     | 1.4 | 2.3 | .639  |    |    | 2.7  | 1.8 |    |     |    | 3.1 | 4.9  |
| 15 | Don Boven        | 27   | 23 |    | 14.3 | 1.3 | 4.2  | .309 |    |     |     | 2.0 | 2.6 | .780  |    |    | 2.7  | 1.0 |    |     |    | 3.0 | 4.6  |
| 16 | Dave Minor       | 30   | 19 |    | 15.8 | 1.8 | 5.0  | .358 |    |     |     | 1.1 | 1.4 | .769  |    |    | 2.2  | 1.2 |    |     |    | 1.8 | 4.6  |
| 17 | Dick Bunt        | 22   | 12 |    | 10.4 | 1.4 | 4.3  | .327 |    |     |     | 1.4 | 1.9 | .739  |    |    | 1.3  | 0.6 |    |     |    | 1.8 | 4.3  |
| 18 | Kevin O'Shea     | 27   | 46 |    | 14.0 | 1.5 | 4.1  | .376 |    |     |     | 1.0 | 1.8 | .593  |    |    | 1.7  | 1.9 |    |     |    | 1.8 | 4.1  |
| 19 | Bob Priddy       | 22   | 16 |    | 9.3  | 0.9 | 2.4  | .368 |    |     |     | 0.5 | 0.9 | .571  |    |    | 2.3  | 0.4 |    |     |    | 2.3 | 2.3  |
| 20 | George McLeod    | 22   | 10 |    | 8.5  | 0.2 | 1.6  | .125 |    |     |     | 0.8 | 1.5 | .533  |    |    | 2.1  | 0.4 |    |     |    | 1.6 | 1.2  |